# Zauche (Stubendorf)
Zauche, polnisch Utrata (1936–1945: Teichgrund) ist ein Ort in der Landgemeinde Stubendorf (Izbicko) im Powiat Strzelecki der Woiwodschaft Opole in Polen.

## Geografie
Zauche liegt 15 Kilometer von Strzelce Opolskie (Groß Strehlitz) entfernt.

## Geschichte
Über die Geschichte von Zauche ist wenig bekannt. Der Ort war eng mit Stubendorf verbunden, dorthin eingepfarrt, zeitweise ein Teil Stubendorfs. In seiner Beschreibung Oberschlesiens verzeichnete Felix Triest 1861 für Zauche: „Es enthält außer einigen angesessenen Wirthen und herrschaftlichen Beamten (Förster, Fischwärter und Teichwärter) ein vor etwa 30 Jahren angelegtes Frischfeuer ‚Marienhütte‘, welches indessen bei den gegenwärtigen schlechten Conjuncturen ruht“. Damals lebten 117 katholische Einwohner in Zauche. 1855 waren es noch 124 gewesen. Bis heute ist Zauche ein abgelegenes Dorf, für das nur die Teichwirtschaft (Fischzucht) und Milchkuhhaltung von Bedeutung sind.
1945 kam das bisher deutsche Zauche unter polnische Verwaltung, wurde in Utrata umbenannt und der Woiwodschaft Schlesien angegliedert. 1950 kam das Dorf zur Woiwodschaft Oppeln und 1999 zum wiedergegründeten Powiat Strzelecki.
Erst 1992 wurde das Schulzenamt Zauche in der Gemeinde Stubendorf gebildet – davor war es direkt Stubendorf angeschlossen.
Am 6. März 2006 wurde in der Gemeinde Stubendorf Deutsch als zweite Amtssprache eingeführt. Am 20. Mai 2008 erhielt der Ort zusätzlich den amtlichen deutschen Ortsnamen Zauche. Im Dezember 2008 wurden zweisprachige Ortsschilder aufgestellt.

## Wappen

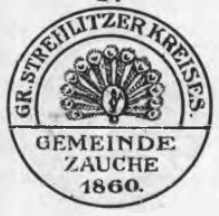
Altes Siegel der Gemeinde

Alte Siegel und Stempel des Ortes zeigen einen offenen Pfauenschweif und in dessen Mitte ein rundes Wappen mit einem Fischer. Das Wappen weist somit auf die Teichwirtschaft hin.